# Dimitri Claeys
Dimitri Claeys (Sint-Amandsberg, Gant, 18 de juny de 1987) fou un ciclista belga, professional des del 2010 fins al 2022.

## Palmarès
- 2005
  - 1r a la Vlaams-Brabantse Pijl
- 2008
  -  Campió de Bèlgica sub-23 en ruta
- 2009
  -  Campió de Bèlgica sub-23 en ruta
- 2012
  - 1r al Gran Premi d'Affligem
- 2013
  - 1r a l'Omloop Het Nieuwsblad sub-23
  - 1r a La Gainsbarre
  - 1r al Tour de Piémont Vosgien
  - Vencedor d'una etapa als Tres dies de Cherbourg
  - Vencedor d'una etapa al Tour de Moselle
- 2014
  - 1r a l'A través de les Ardenes flamenques
  - 1r a l'Omloop Het Nieuwsblad sub-23
  - 1r a la Ronda van Vlaams-Brabant
  - 1r al Tour de Moselle i vencedor de 2 etapes
- 2015
  - 1r al Tour de Normandia i vencedor d'una etapa
  - 1r a l'Internationale Wielertrofee Jong Maar Moedig
  - 1r al Gran Premi de la vila de Pérenchies
  - Vencedor d'una etapa al Tour de Croàcia
- 2016
  - 1r al Gran Premi Jef Scherens
  - Vencedor d'una etapa al Tour de Valònia
- 2018
  - 1r als Quatre dies de Dunkerque
- 2019
  - 1r a la Famenne Ardenne Classic

### Resultats al Tour de França
- 2017. 163è de la classificació general
- 2018. 130è de la classificació general

### Resultats a la Volta Espanya
- 2021. 105è de la classificació general